# Arthur Dias
Arthur Dias  (Salvador, 16 de dezembro de 1870 - Rio de Janeiro, 9 de julho de 1913) foi um jornalista, escritor e memorialista brasileiro, dos primeiros anos da República, autor de diversas obras.
Um dos 30 jornalistas que integrou a comitiva de Campos Sales à Argentina, na visita oficial que este Presidente brasileiro empreendeu em 1900, Dias atuou como correspondente do jornal carioca A Imprensa. Ocupou secretaria na Câmara dos Deputados, tendo sido diretor de periódico naval no Rio de Janeiro. Era casado como Alice Neiva Dias.